# Sun Fire X4500
Le Sun Fire X4500 (nom de code Thumper) est le nom attribué au serveur de stockage X4500 de Sun Microsystems.